# علي الخميري
علي الخميري هو ممثل تونسي.

## أعماله

### أفلام
- 2000: موسم الرجال، لمفيدة التلاتلي
- 2006: بين الوديان، لخالد برصاوي
- 2008: الحادثة، لرشيد فرشيو
- 2010: آخر ديسمبر، لمعز كمون
- 2015: صراع، للمنصف بربوش

### المسلسلات
- الدوار لحسين المحنوش وعبد القادر الجربي ،(دور: رئيس مركز الحرس الوطني)، 1992
- أمواج لصلاح الدين الصيد وعلي بن عرفة وعلي منصور (دور: حسان)، 1994
- الخطاب على الباب (ضيف شرف الحلقة 3 من الموسم 1) لصلاح الدين الصيد وعلي اللواتي والمنصف البلدي، (دور: رئيس المركز)، 1996
- عنبر الليل لالحبيب المسلماني وأحمد رجب (دور: مصطفى)، 1999
- منامة عروسية لصلاح الدين الصيد وعلي اللواتي، 2000
- ضفاير للحبيب المسلماني ومديح بالعيد وعبد الحكيم العليمي (دور: شيخ الطرب)، 2001
- عطر الغضب للحبيب المسلماني ورضا القحام (دور: المنصف ناجي)، 2002
- إخوة وزمان لحمادي عرافة ووجيهة الجندوبي وظافر ناجي (دور: علي)، 2003
- هلولة وسلومة لإبراهيم اللطيف وفارس نعناع (دور: والد هلولة)، 2005
- حياة و أماني لمحمد الغضبان وجمال الدين خليف، 2006
- حكايات العروي لالحبيب الجمني، 2006
- الليالي البيض (ضيف شرف الحلقة 18) : مفوض الشرطة، 2007
- شوفلي حل لصلاح الدين الصيد وعبد القادر الجربي (ضيف شرف الحلقتين 29 و 30 من الموسم 4) (دور : عمران)، 2008
- عاشق السراب للحبيب المسلماني وعلي اللواتي (دور : نور الدين الأسمر)، 2009
- نجوم الليل لمديح بالعيد وأمير الماجولي ومهدي نصرة، 2009-2011
- من أيام مليحة لعبد القادر الجربي، 2010
- الأستاذة ملاك لفرج سلامة (دور : حسن بن النعمان)، 2011
- عنقود الغضب لنعيم بن رحومة وهشام العكرمي وعبد القادر بالحاج نصر، 2012
- "يوميات علولو" لكمال يوسف وطارق بنحجل وبشير المناعي، (ضيف شرف الحلقة 15) (دور: صالح)، 2013
- ليام لخالد البرصاوي وجميل النجار والطاهر الفازع،2013
- أولاد البلاد (حلقة رئيسية) لسليم بن حفصة وياسين الشريف، 2013
- يوميات إمرأة لكمال يوسف (دور : صالح)، 2013
- ما أجمل الحياة (الموسم 11 : مكافأة ديون الشرف) لديديا ألبير (دور : قادر)، 2015
- حكايات تونسية لندى المازني حفيظ (ضيف شرف)، 2015
- مدرسة الرسول لأنور العياشي وعلي الدب (دور : عمر بن عبد العزيز)، 2016
- أولاد مفيدة لسامي الفهري وسوسن الجمني، 2016
- فلاشباك لمراد بن الشيخ، 2016
- ديما أصحاب لعبد القادر الجربي (دور : حميدة)، 2016
- الدوامة لنعيم بن رحومة ومحمد علي ميهوب وعبد المنعم حواص (دور : إبراهيم، والد يسرى)، 2017
- لاڥاج لنبيل بالسعايدية وسيف الظريف ومريم بن جميع (دور : الصادق، ولد رشا)، 2018
- علي شورب (الموسم 2) لمديح بالعيد ورانيا مليكة وربيع التكالي، 2019
- فلوجة (ضيف شرف الحلقات 1 و16 و19 من الموسم 2) لسوسن الجمني (دور : فرحات، مدير مدرسة ريفية)، 2024
- باب الرزق لهيفل بن يوسف، 2024

#### الأفلام التلفزية
- عبد الرحمان بن خلدون للحبيب المسلماني، 2006
- القوي للحبيب المسلماني، 2007

### المسرح
- شخوص، نص عبد الباقي المهيري والإخراج المسرحي لعلي الخميري، 2004
- الجماعة لالهادي أولاد باب الله ونص بشير الشعبوني والهادي بن عمر، 2012